# كريس دولان (كاتب)
كريس دولان (بالإنجليزية: Chris Dolan)‏ (1957، غلاسكو في المملكة المتحدة)؛ كاتب سيناريو وروائي بريطاني.